# Манн, Джордж Ричард
Джордж Ричард Манн (англ. George Richard Mann; 12 июля 1856, Сиракьюс, Индиана — 20 марта 1939, Литл-Рок, Арканзас) — американский архитектор, автор проекта Капитолия штата Арканзас и ряда других зданий, ведущий архитектор Арканзаса с 1900 по 1930 годы. 

## Биография

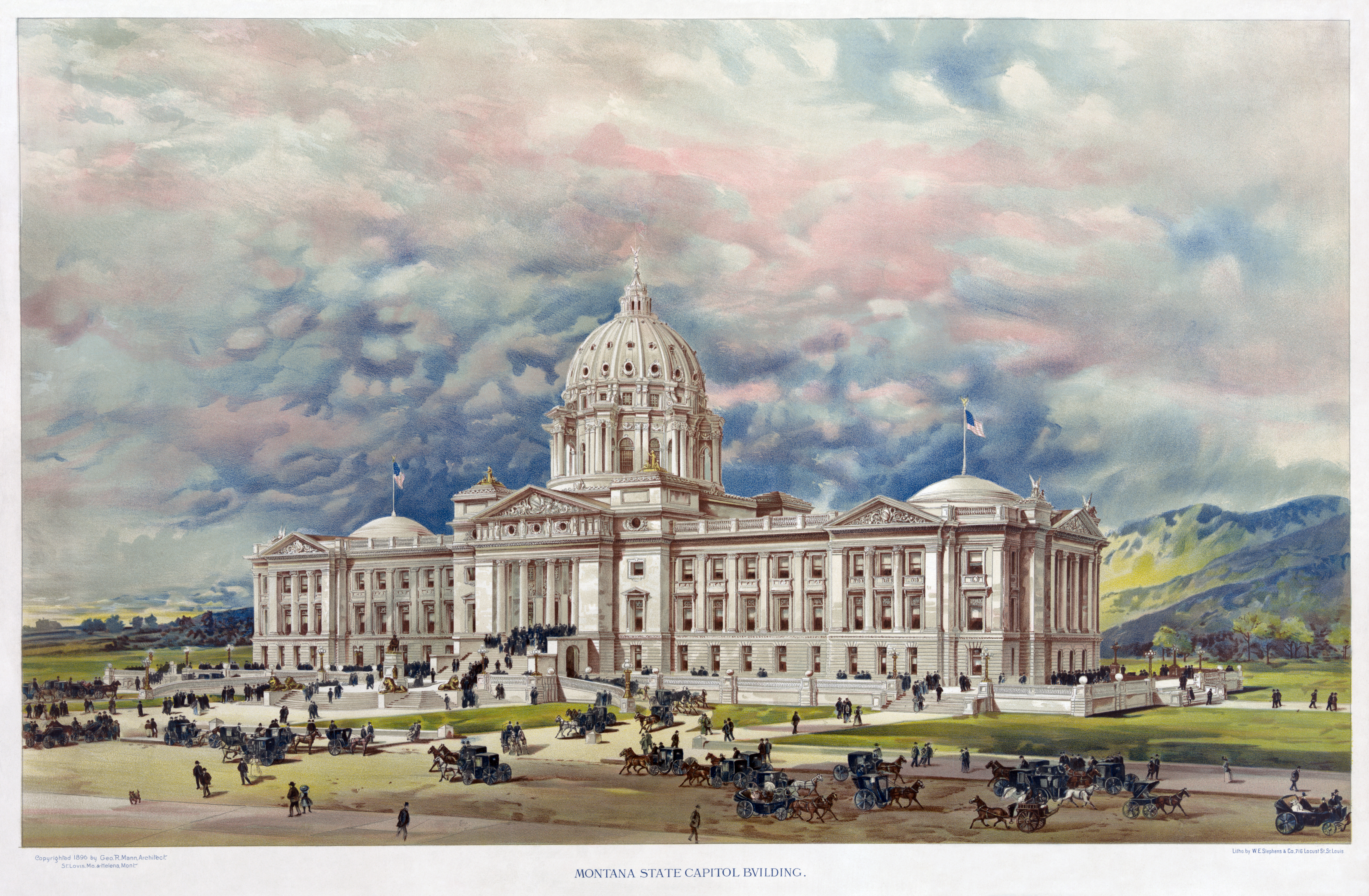
Дизайн, победивший в 1896 году на конкурсе проектов Капитолия штата Монтана, впоследствии ставший прообразом Капитолия Арканзаса

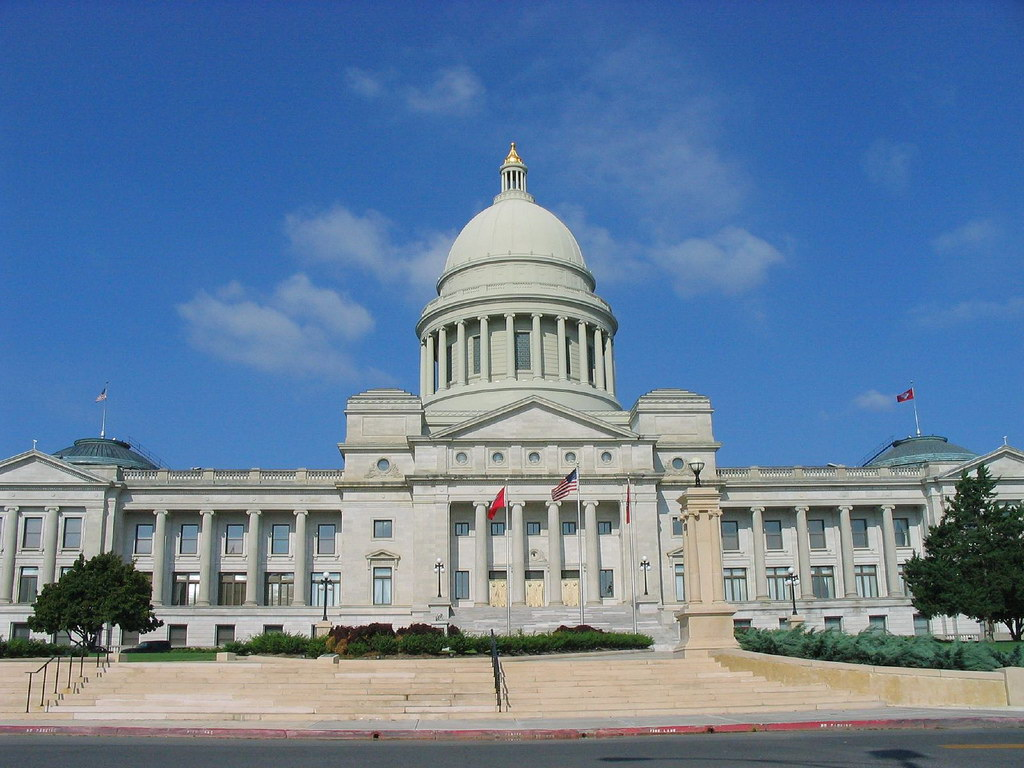
Капитолий штата Арканзас (1899—1915)

Джордж Ричард Манн родился в городе Сиракьюс (штат Индиана) 12 июля 1856 года. Его отец Ричард Манн погиб во время Гражданской войны. Учась в школе, ему также приходилось работать на семейной ферме. После окончания школы ему удалось поступить в Массачусетский технологический институт (MIT), который он окончил в 1876 году, после чего он начал работать в одной из архитектурных фирм Нью-Йорка.
В 1879 году Манн открыл офис в Миннеаполисе (штат Миннесота), но на следующий год переехал в Сент-Джозеф (штат Миссури). Он стал партнёром в небольшой фирме, которая выполняла заказы не только в Миссури, но и в штатах Небраска, Канзас, Айова, Иллинойс и Техас. В Сент-Джозефе он женился на Кэрри Рок (Carrie L. Rock), впоследствии у них в семье было три дочери. В период своей жизни в штате Миссури, Манн начал участвовать в престижных конкурсах на архитектурные проекты, в которых он занимал почётные призовые места или даже побеждал. Среди объектов этих конкурсов была Ратуша Сент-Луиса, а также Капитолии штатов Вашингтон, Миннесота и Монтана.
После переезда в Сент-Луис, Джордж Ричард Манн узнал о том, что в штате Арканзас рассматривают возможность постройки нового Капитолия. Он встретился с тогдашним губернатором штата Арканзас Дэниелом Уэбстером Джонсом, и показал ему рисунки своего проекта, победившего в 1896 году на конкурсе Капитолия штата Монтана, который так и не был построен. Эти рисунки были вывешены в старом здании Капитолия и привлекли внимание к проекту и его архитектору. В результате в мае 1899 года комиссия в составе 7 человек одобрила назначение Манна архитектором нового здания Капитолия штата Арканзас в Литл-Роке (столице штата). В составе этой комиссии был будущий губернатор штата Джордж Донаги, который сначала был против назначения Манна и призывал объявить национальный конкурс проектов Капитолия, но большинство членов комиссии проголосовало за Манна. Вскоре после этого Манн перевёз всю свою семью в Литл-Рок.
Работая над Капитолием, Манн выполнял и другие заказы. Многие здания в Литл-Роке и за его пределами были построены по его проектам. Строительство Капитолия затянулось в связи с недостаточным финансированием и по другим причинам. Манн был главным архитектором Капитолия в течение 10 лет, с 1899 по 1909 год. В 1909 году на этом посту его сменил Кэсс Гильберт (Cass Gilbert). Капитолий был окончательно достроен в 1915 году, практически полностью следуя изначальному проекту Манна.
После этого Манн продолжал работать над проектами многих зданий в Литл-Роке и за его пределами, и считался ведущим архитектором Арканзаса. Скончался 20 марта 1939 года у себя дома в Литл-Роке и был похоронен на кладбище Маунт-Холли.